# 도 (각도)

빨간색은 1도, 파란색은 89도를 나타낸다.

도(度, 영어: degree), 또는 각도(角度, 영어: arc degree)는 평면 각도의 단위로, 1회전의 360등분으로 정의된다. 기호로는 °(도 기호)를 사용한다.
각도의 국제단위계 단위는 라디안으로, 도는 공식 단위가 아니지만 "받아들여진 상태"로서 같이 사용한다. 1회전이 2π 라디안이기 때문에, 1도는 ⁠π/180⁠ 라디안과 같다.

## 역사

현과 반지름의 길이가 같은 상태의 원으로, 중심각의 60분의 1이 1도이며 이 삼각형 6개가 모이면 원 하나가 완성된다.

각도 및 회전의 단위로 도를 선택하게 된 이유는 아무도 알 수 없지만, "360"이라는 숫자가 1년의 길이와 거의 같았기 때문이라는 추정이 있다. 고대 천문학자들은 태양이 1년 동안 황도를 따라 하루에 1도씩 움직인다는 사실을 알아냈으며, 페르시아 달력 등 일부 고대 달력들은 1년의 길이를 정확히 360일로 잡았던 점을 고려하면 도 단위를 사용한 것과 육십진법이 관련이 있을 것으로 추정된다.
고대 바빌로니아 사람들이 정삼각형을 원의 기본 단위로 삼은 다음 자신들이 사용하던 육십진법으로 세분화했다는 추정도 있다. 바빌로니아와 그리스 천문학자들이 사용했던 고대 삼각법은 원의 현과 관련 있었는데, 원의 반지름과 현의 길이를 같게 하면 자연스럽게 자신들의 "기본 단위"가 되었고, 이를 육십진법으로 나누면 1도가 된다.
아리스타르코스와 히파르코스는 바빌로니아의 천문 지식과 기술을 처음으로 활용한 그리스 천문학자로 여겨지며, 아르키메데스, 아리스타르코스, 히파르코스는 그리스 최초로 1도를 60분으로 나눴다. 에라토스테네스는 1회전을 60등분으로 나눠서 보다 단순한 단위를 사용했다.
리그베다에 따르면, 인도에서도 원을 360개로 나눠 사용하였다.
쐐기 12개, 바퀴 하나, 배꼽 3개.
누가 이걸 이해할 수 있는가?
그것 위에 같이 놓여진다면
못처럼 360개가 놓여진다.
이들은 움직이지 않는다.

Twelve spokes, one wheel, navels three.
Who can comprehend this?
On it are placed together
three hundred and sixty like pegs.
They shake not in the least.— 디르그하타마스, 리그베다 1.164.48

360에는 약수가 24개나 있고, 각 약수의 2배보다 다음 약수가 작은 7개 수 중 하나기 때문에(OEIS의 수열 A072938). 이것 또한 360을 고른 이유 중 하나로 추정된다. 추가적으로, 360은 1부터 10까지의 수 중 7을 제외한 모든 수로 나누어떨어진다. 360이 약수가 많다는 사실은 매우 편리하게 사용되며, 특히 실생활에서는 경도를 15°씩 나눠 24개의 시간대를 만드는 데 사용된다.

## 세분화
도 단위는 매우 많은 경우에 그대로 사용할 수 있을 정도로 충분히 세분화되어 있는 단위이며, 간혹 천문학이나 지리 좌표계(위도, 경도)에서 사용할 때는 십진법을 사용하여 소수점을 찍어 사용한다.
전통 육십진법을 사용하여 세분화할 수도 있다. 1도는 60 분으로 나눠지며, 1분은 60 초로 나눠진다. 이 표기법을 "도분초 표기법"(DMS notation)이라고 부르며, 분과 초는 프라임 기호를 사용하여 40.1875° = 40° 11′ 15″로 표기하거나 따옴표를 사용하여 40° 11' 15"로 표기한다. 더 정밀하게 표기할 때는 초에 소수점을 부여한다.

## 다른 단위들

도와 라디안의 변환 표.

수학에서는 도 대신 라디안을 주로 사용하며, 라디안 사용 시 삼각함수의 형태가 단순해지는 등 여러 이점이 많기 때문이다. 1회전(360°)은 2π 라디안과 같고, 180°는 π 라디안이다. 또한, 수학 상수로서 1° = π⁄180이다.
미터법이 생겨난 이후, 10의 거듭제곱을 이용하여 십진법을 사용하는 "도" 단위를 만드려는 시도도 있었으며, 이 단위를 그레이드라고 한다. 1바퀴는 400 그레이드로, 1°는 10⁄9 그레이드와 같다. 제1차 세계 대전 당시 프랑스 포병들은 데시그라드(1⁄4,000) 단위를 사용하기도 했다.
군사용으로 주로 사용되는 단위인 밀리라디안은 1⁄1000 라디안이며, 0.0573°와 같다.
| 회전 | 라디안 | 도         | 그레이드   |
| ---- | ------ | ---------- | ---------- |
| 0    | 0      | 0°         | 0g         |
| ⁠1/24⁠ | ⁠π/12⁠   | 15°        | ⁠16+2/3⁠g    |
| ⁠1/12⁠ | ⁠π/6⁠    | 30°        | ⁠33+1/3⁠g    |
| ⁠1/10⁠ | ⁠π/5⁠    | 36°        | 40g        |
| ⁠1/8⁠  | ⁠π/4⁠    | 45°        | 50g        |
| ⁠1/2π⁠ | 1      | (약) 57.3° | (약) 63.7g |
| ⁠1/6⁠  | ⁠π/3⁠    | 60°        | ⁠66+2/3⁠g    |
| ⁠1/5⁠  | ⁠2π/5⁠   | 72°        | 80g        |
| ⁠1/4⁠  | ⁠π/2⁠    | 90°        | 100g       |
| ⁠1/3⁠  | ⁠2π/3⁠   | 120°       | ⁠133+1/3⁠g   |
| ⁠2/5⁠  | ⁠4π/5⁠   | 144°       | 160g       |
| ⁠1/2⁠  | π      | 180°       | 200g       |
| ⁠3/4⁠  | ⁠3π/2⁠   | 270°       | 300g       |
| 1    | 2π     | 360°       | 400g       |

## 같이 보기
- 나침반
- 지리 좌표계
- 그레이드 (각도)
- 스테라디안